# Pepi Wurmer
Pepi Wurmer (* 1942 in Mittenwald) ist ein ehemaliger deutscher Skirennläufer.
Seine erfolgreichste Saison hatte er 1967, als er im Slalom und in der Kombination Deutscher Meister wurde. Pepi Wurmer leitete mit seiner Familie das Skiparadies Kranzberg.